# 洪梧
洪梧（1750年—1817年），字桐生，安徽歙县人。乾隆五十五年（1790年）进士。清朝文人、官員。

## 生平
洪梧与胞兄洪朴（字伯初）、洪榜（字初堂）三人，被誉为“同胞三中书”，时称“三凤”。乾隆四十五年(1780）举人，召试中书。乾隆四十八年（1783年）兄洪朴以疾引归，卒於東昌舟中。洪梧为设位于京师寓舍。
乾隆五十五年（1790）进士，授翰林院庶吉士，散馆后，授编修，官至沂州府（今山东临沂）知府。
嘉庆七年（1802）任扬州梅花书院山长，嘉庆十四年(1808）学生、族子洪莹考中状元，书院声名大振。
洪梧属徽派朴学，讲求从文字学入手，以训诂考据法治经。又工词。